# Perognathus amplus
Perognathus amplus és una espècie de mamífer rosegador de la família dels heteròmids. Viu a Mèxic (Sonora) i els Estats Units (Arizona). Els seus hàbitats naturals són els matollars i herbassars desèrtics, on prefereix biomes plans amb matolls o tussocks dispersos i sòl de textura fina però ferma. És una espècie en risc mínim, és a dir, no sembla que hi hagi cap amenaça significativa per a la seva supervivència.